# Anthony Jacobs, Baron Jacobs

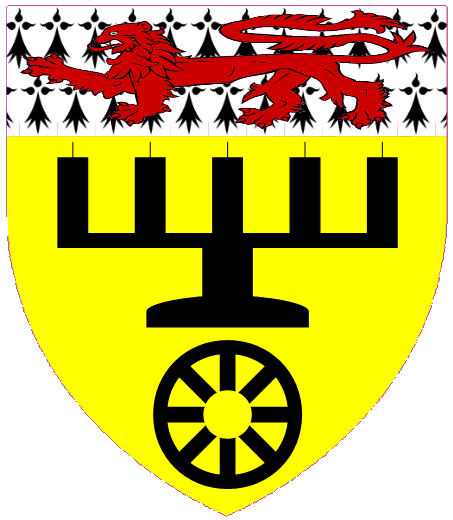
Jacobs Wappen

David Anthony Jacobs, Baron Jacobs, bekannt als Anthony Jacobs, (* 13. November 1931; † 21. Juni 2014) war ein britischer Geschäftsmann, Politiker (Liberal Democrats) und Peer.

## Leben
Jacobs wurde 1931 als Sohn von Ridley und Ella Jacobs geboren und besuchte das Clifton College in Bristol und die University of London.
Er war von 1957 bis 1972 Vorsitzender (Chairman) der Nig Securities Group, von 1961 bis 1990 und 1992 bis 1994 der Tricoville Group, sowie von 1973 bis 1990 der British School of Motoring. Seit 1972 war er Mitglied der Liberal Party. 1974 trat er in beiden Unterhauswahlen für den Wahlkreis Watford erfolglos an. 1984 wurde Jacobs einer von mehreren Schatzmeistern seiner Partei, ein Amt, von dem er drei Jahre später zurücktrat. 1988 wurde er Vizepräsident (Vice-President) der Social and Liberal Democrats, was er bis 2008 blieb. Er war 1988 Mitglied der Federal Executive. Außerdem war er Crown Estate Paving Commissioner.
Im März 2012 rief er zu Steuersenkungen auf, um Anreize für die Wirtschaft zu schaffen.

### Mitgliedschaft im House of Lords
Jacobs wurde am 18. Oktober 1997 zum Life Peer als Baron Jacobs, of Belgravia in the City of Westminster ernannt. Seine Antrittsrede im House of Lords hielt er am 10. Dezember 1997 zum Thema internationaler Kunstmarkt. Als seine politischen Interessen gab er Steuern und den Chinook-Absturz an.
Er sprach Ende der 1990er-Jahre unter anderem zu den Themen Preisanomalien, der Competition Bill und Tabakschmuggel. Später sprach er noch über Fahranfänger, den Millennium Dome und Diabetes.
Zuletzt sprach er am 14. März 2008, aber meldete sich später noch in schriftlicher Form zu Wort. Im Dezember 2008 trat er aus der Fraktion und der Partei der Liberal Democrats aus und saß seitdem als Unabhängiger (Non-Affiliated).
Seine Anwesenheit bei Sitzungstagen schwankte sehr stark im mittleren bis unteren Bereich.

### Familie und Privates
Jacobs heiratete 1954 Evelyn Felicity Patchett; sie wurden Eltern eines Sohnes und einer Tochter. Sein Vermögen wurde in der Sunday Times Rich List von 2008 auf £128 Millionen geschätzt, das entsprach Platz 614.

## Auszeichnungen
- 1988: Knight Bachelor
- Ehrendoktor der Universität Haifa und Fellow des Institute of Chartered Accountants